# 第一次維也納仲裁
第一次維也納仲裁（捷克語：První vídeňská arbitráž）是1938年11月2日作为欧洲列强的德国和意大利胁迫捷克斯洛伐克作出领土妥协的仲裁。根据这次裁决，德国和意大利迫使捷克斯洛伐克将南部地区与外喀尔巴阡卢西尼亚（今乌克兰西部的外喀尔巴阡州）的南部地区割让给匈牙利。並將捷克中北部一部份領土給予波蘭。

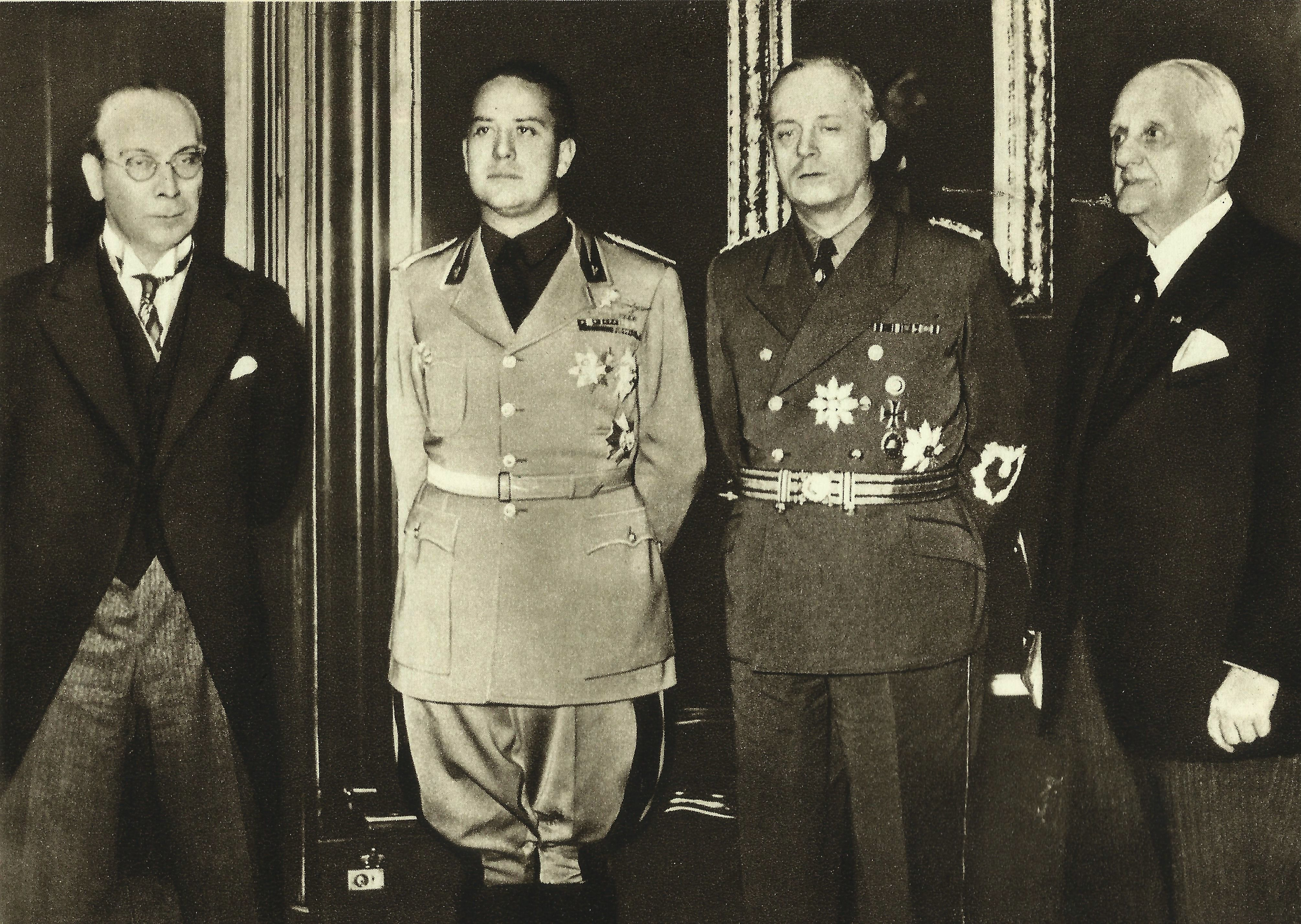
在維也納的四個代表：捷克斯洛伐克外長弗朗齐谢克·查瓦尔科夫斯基、義大利外交大臣加萊阿佐·齊亞諾、德國外長里宾特洛甫、匈牙利外交大臣卡尔曼·卡尼亚 （左至右）

瓜分捷克斯洛伐克，匈牙利为红色，波兰为绿色，占领区为淡色。